# Boeing 747-8

Vergelijking van de grootte:
Scaled Composites Stratolaunch
Spruce Goose
Antonov An-225
Airbus A380
Boeing 747-8

De Boeing 747-8 is een versie van de Boeing 747 die werd aangekondigd op 14 november 2005. Boeing vervangt hiermee de Boeing 747-400 en beconcurreert de superjumbo van concurrent Airbus, de A380. Dit toestel is langer dan de A380 en zelfs langer dan de Airbus A340-600.

## Specificaties
Dit model is 5,74 meter langer dan de Boeing 747-400. Hierdoor kunnen er gemiddeld 51 passagiers meer vervoerd worden. Verder heeft dit vliegtuig een actieradius van 15.000 kilometer; dit is non-stop van Hongkong naar New York. Het vliegtuig heeft de nieuwe motoren van General Electric, de GEnx. Deze zijn naast brandstofefficiënter en milieuvriendelijker ook geluidsarmer dan voorgaande modellen.
Boeing speculeert dat dit vliegtuig het efficiëntste en meest economische vliegtuig ter wereld is. Boeing is van mening dat in vergelijking met de Airbus A380 de kosten per stoel per mijl 6% lager zijn, en dat het vliegtuig 12% brandstofefficiënter zou zijn.

## Types
Er zijn twee verschillende types op de markt verschenen van deze (derde) generatie van de Boeing 747: de Boeing 747-8 Intercontinental (voor passagiers) en de Boeing 747-8 Freighter (voor vracht).

### Boeing 747-8 Intercontinental
De Boeing 747-8 Intercontinental wordt ook wel Boeing 747-8I genoemd en kan bij een indeling met drie klassen 467 passagiers vervoeren over een afstand van maximaal 15.000 km (8000 zeemijl) bij een kruissnelheid van mach 0,855. De 747-8I kan 51 passagiers en 2 vrachtpallets meer (26% meer vrachtvolume) vervoeren dan de 747-400. Op 20 maart 2011 maakte het toestel zijn eerste vlucht vanaf het Amerikaanse vliegveld Paine Field in Everett. De eerste levering van een Boeing 747-8I was in mei 2012 aan het Duitse Lufthansa, dat er op 1 juni 2012 de eerste commerciële vlucht mee uitvoerde. Lufthansa vliegt met 19 van deze toestellen, terwijl ook Korean Air en Air China de versie in dienst hebben. Het is de bedoeling dat twee gemodificeerde Boeings 747-8I vanaf 2024 dienst gaan doen als Air Force One, ze zullen de VC-25A's (in 1980 gemodificeerde Boeing 747-200B's) van de USAF vervangen.

### Boeing 747-8 Freighter
De vrachtversie, 747-8F (freighter) genaamd, heeft in vergelijking met de passagiersversie een korter bovendek. Vol beladen kan het toestel ongeveer 8200 km vliegen. De eerste 747-8F rolde in november 2009 uit de Boeing-fabriek. Het toestel heeft een vrachtruim van 76,3 meter lengte en is hiermee 5,6 meter langer dan een 747-400F. Deze verlenging betekent dat er 16 procent meer vracht kan worden vervoerd. De eerste (test)vlucht van de 747-8F vond plaats op 8 februari 2010 vanaf Paine Field, de eerste levering van een 747-8F op 12 oktober 2011 aan Cargolux. Inmiddels zijn er meer dan vijfentachtig toestellen van deze nieuwste vrachtversie van de Jumbo-Jet verkocht.

## Orders en leveringen
Sinds de aankondiging van het toestel in 2005 zijn er 154 orders binnengekomen bij Boeing, 48 in passagiersuitvoering, waarvan 12 in VIP uitvoering.
| Passagiersuitvoering  | Passagiersuitvoering | Passagiersuitvoering | Passagiersuitvoering |
| Klant                 | Aantal besteld       | Aantal geleverd      | Opmerkingen |
| --------------------- | -------------------- | -------------------- | --- |
| Lufthansa             | 19                   | 19                   | Launch customer |
| Korean Air            | 10                   | 10                   | |
| Air China             | 7                    | 7                    | |
| Transaero Airlines    | 2                    | 0                    | Deze maatschappij is inmiddels failliet; de 2 reeds gebouwde toestellen zijn door Boeing opgeslagen.                                                                           |
| Arik Air              | 2                    | 0                    | Deze in 2011 geplaatste bestelling is in 2017 omgezet in een bestelling voor twee 787-9 Dreamliners.                                                                           |
| Anoniem               | 9                    | 8                    | Acht toestellen in VIP-uitvoering. 1x regering Brunei, 1x regering Marokko, 3x Qatar Amiri Flight, 1x Royal Flight of Oman, 1x regering Koeweit, 1x Worldwide Aircraft Holding |
| US Air Force          | 2                    | 0                    | Deze twee toestellen zullen na modificatie worden geleverd ter vervanging van de huidige Boeing VC-25 en dienst doen als Air Force One toestellen.                             |
| Vrachtvliegtuig       |                      |                      | |
| Klant                 | Aantal besteld       | Aantal geleverd      | Opmerkingen |
| Cargolux              | 14                   | 14                   | |
| Nippon Cargo Airlines | 8                    | 8                    | Annuleerde de overige 6 bestelde toestellen van een originele order van 14 stuks.                                                                                              |
| Cathay Pacific        | 14                   | 14                   | |
| AirBridgeCargo        | 7                    | 7                    | |
| Korean Air            | 7                    | 7                    | |
| Atlas Air             | 10                   | 10                   | Vijf toestellen zijn bestemd voor Polar Air Cargo |
| Silk Way Airlines     | 5                    | 5                    | |
| Volga-Dnepr UK        | 5                    | 5                    | |
| Saudia                | 2                    | 2                    | Beide toestellen zijn nu eigendom van Air Belgium en worden ingezet in opdracht van de Hongyuan Group.                                                                         |
| UPS Airlines          | 28                   | 12                   | |
| BOC Aviation          | 2                    | 0                    | Zullen worden geleased aan AirBridgeCargo |
| Qatar Airways Cargo   | 2                    | 1                    | [ 11 ] |

### Orders en leveringen
|            |        | 2005 | 2006 | 2007 | 2008 | 2009 | 2010 | 2011 | 2012 | 2013 | 2014 | 2015 | 2016 | 2017 | 2018 | 2019 | Totaal |
| Orders     |        | 18   | 41   | 20   | 2    | 5    | 1    | 5    | 7    | 17   | 2    | 2    | 18   | -2   | 18   | –    | 154    |
| Leveringen | 747-8I | –    | –    | –    | –    | –    | –    | –    | 12   | 5    | 10   | 11   | 3    | 6    | –    | –    | 47     |
| Leveringen | 747-8F | –    | –    | –    | –    | –    | –    | 9    | 19   | 19   | 9    | 7    | 6    | 8    | 6    | 5    | 87     |
| Leveringen | Totaal | –    | –    | –    | –    | –    | –    | 9    | 31   | 24   | 19   | 18   | 9    | 14   | 6    | 5    | 135    |

British Airways Worldcargo-operator Global Supply Systems leasede van november 2011 tot mei 2014 drie toestellen van Atlas Air en ook Etihad Airways leasede enige tijd een 747-8F toestel van deze maatschappij, die ook de vloot van Polar Air Cargo operationeel in gebruik heeft.
Oorspronkelijk waren de eerste afleveringen gepland voor het najaar van 2009. De eerste vrachtuitvoering werd echter pas in oktober 2011 geleverd aan Cargolux. De ingebruikname van het eerste passagierstoestel was op 1 juni 2012. De primeur was voor Lufthansa, met een vlucht van Frankfurt naar Washington.